# Казакбиев, Зиявутдин Абдулаевич
Зиявутдин Абдулаевич Казакбиев (8 августа 2003, Карабудахкент, Карабудахкентский район, Дагестан, Россия) — российский спортсмен, специализируется по ушу, ранее занимался рукопашным боем. Чемпион России по ушу. Кандидат в мастера спорта России.

## Спортивная карьера
Уроженец Карабудахкента. Является воспитанником губденской школы ушу, занимается под руководством Магомед-Али Магомедова. В середине февраля 2016 года в Ставрополе стал бронзовым призёром юношеского первенства СКФО по рукопашному бою. Далее перешёл в ушу. В начале октября 2019 года в Анапе одержал победу на всероссийских соревнованиях по боевым искусствам, которые проводились в рамках летней спартакиады учащихся России. В начале декабре 2023 года в Ростове-на-Дону стал серебряным призёром Первенства России. В апреле 2024 года в Москве, победив в финале Арсена Зайналова из Дагестана, стал чемпионом России. В середине июня 2024 года в Казани принял участие на Играх БРИКС. В сентябре 2024 года в Китае в составе сборной России проводил учебно-тренировочный совместно с национальной командой Поднебесной. В начале февраля 2025 года в Каспийске одержал победу на чемпионате Дагестана в честь Героя России Темирлана Абуталимова.

## Спортивные достижения
- Чемпионат России по ушу 2024 — ;